# Abbaye Saint-Martin d'Huiron
Pour les articles homonymes, voir Abbaye Saint-Martin et Saint-Martin.
L'abbaye Saint-Martin d'Huiron est une ancienne abbaye bénédictine située à Huiron dans le département français de la Marne en région Grand Est.

## Histoire
En 1063, l'évêque de Châlons, Roger III envoie quelques bénédictins à Huiron ; ils s'établissent sur la montagne qui domine le village sur une colline située entre Vitry et le village de Margerie, et y bâtissent une chapelle dédiée à saint Martin. La vie de ces religieux et les services qu'ils rendent, leur valent de riches aumônes des seigneurs du lieu, Guido ad Barbam (Gui à la Barbe), Hugues son frère et Hersinde leur sœur, mariée au sire d'Arzillières et de ceux de Bar, de Grandpré, de Châtelraould, de Dampierre, de Saint-Chéron, etc..
En 1134, l'évêque Geoffroy convertit ce prieuré en une abbaye régulière ; approuvé par les papes Lucien III et Urbain III en 1187, qui trois ans après, leur permet d'élever une église paroissiale adossée au mur du monastère. 
Une charte de 1280, donnée par Gauthier d'Arzillières, reconnaît à l'abbaye « li ban de la justice dou leu de la vallée d'Oyron » ; en 1330, la léproserie  du mont Morêt, près de Courdemanges, est annexée à l'abbaye avec tous ses biens, à cause de la mauvaise administration des frères, jusqu'en 1678, puis confiée à l'ordre de Notre-Dame du Mont-Carmel. Le monastère prospère ; les abbés rachètent les biens que leurs prédécesseurs s'étaient vus forcés d'aliéner, et terminent de longs et ruineux procès avec les sires d'Arzillières, de Dampierre et de Grandpré.
En 1348, l'abbaye d'Huiron et celle de Montiéramey nouent des liens réciproques de confraternité. Les deux abbayes s'aideraient mutuellement dans le domaine temporel comme dans le domaine spirituel.
À la mort de l'abbé Gauthier Royer, en 1523, François Ier défend de procéder à une nouvelle élection avant que son conseil ne revoie les privilèges de l'abbaye. Les moines passent outre et choisissent Jean Desjours ; le roi répond par la saisie du temporel et une assignation devant le grand-conseil ; les bénédictins doivent céder d'abord, puis finissent par obtenir la confirmation pure et simple de leurs droits et de leur élection.
En 1550, Huiron est saccagé par une bande de huguenots alors très nombreux dans le Perthois ; peu après La Chapelle, capitaine d'une de ces troupes, vient avec deux cents hommes renouveler cette attaque, mais le commandeur de la Neuville-au-Temple, qui se trouve dans l'abbaye, les charge avec une compagnie de volontaires et les repousse jusqu'au delà de Vitry-le-François. 
En 1563, les huguenots arrivent le 20 avril à Notre-Dame de l'Épine et le 28 mai à Montier-en-Der où ils séjournent jusqu'au 3 juin. Les religieux se sauvent pour la seconde fois après avoir caché les titres, chartes, livres, etc. et se réfugient à Châlons, à Langres et dans d'autres villes, dans des asiles et lieux de retraite. Les huguenots ruinent les cloîtres et autres appartements, mettent le feu dans les granges et basses cours, brûlent les chaires du chœur, rompent les autels, brisent les images et brûlent le crucifix et les figures de Notre Dame et de saint Jean .
En 1609, le monastère ne compte pas plus de cinq religieux ; peu à peu il reprend un certain éclat, et au moment de la Révolution ce nombre est doublé ; les revenus sont de 5 000 livres.
La Réforme y est introduite en 1665 et l'abbaye adhère à la congrégation de Saint-Vanne.
On pratiquait dans celle abbaye des cérémonies assez bizarres : tous les dimanches, la procession se faisait jusque dans les cuisines, les greniers, les écuries, le moulin, le cellier, et avec une oraison propre à chacun de ces lieux ; le jeudi saint, l'abbé prononçait l'excommunication contre « les mauvaises gens, bouteurs de feu, sorciers et sorcières ».

## Architecture
L'église abbatiale devenue l'église paroissiale Saint-Martin de Huiron est classée monument historique depuis 1915. Ses nefs remontent aux XVe et XVIe siècles.

## Abbés et abbés commendataires

### Abbés réguliers
- Gauthier Royer
- Jean Desjours
- ~ 1509 : Jean de Boresdon

### Abbés commendataires
À partir du Concordat de Bologne, commence la série des abbés commendataires et seigneurs temporels :
- 1533 : Nicolas du Marteau, protonotaire apostolique
- 1544-1580 : Gaspard de Marteau ou des Marteaux, son neveu
- 1580 : François Viart
- 1594 : Pierre Louvet
- 1609 : Pierre de Saint-Quentin
- 1658 : Florent Bodineau
- 1665 : Louis Barbier du Metz
- 1700 : Charles de La Rochejaquelein
- 1705 : Alexandre Tamisier
- 1722 : Georges de Boisredon[6]
- 1754 : Antoine Allaire, précepteur du duc de Chartres
- 1769-1789 : Olivier le Creen ou le Cren ou le Crin de Kerbolo, son neveu

## Prieurés
- Prieuré de Notre-Dame de Charmont, fondé par l'abbaye dès que l'autel de Charmont lui est donné (1142-1147). Prieuré régulier qui, au XVIe siècle, devint un simple titre.

## Patrimoine foncier
Thibaut II, comte de Champagne, avait donné à l'abbaye d'Orbais des biens situés sur le territoire des Rivières. Ils consistaient en maisons, terres et autres possessions qui ne procuraient que peu de profit à ce monastère à cause de leur éloignement. Henri Ier dit « le Libéral », fils de Thibaut II, les relira pour les donner en aumône à l'abbaye de Huiron.
En 1464, l'abbé Simon Charmet rendit au roi un aveu de ses biens, par lequel on voit que l'abbaye avait une maison de refuge à Vitry-en-Perthois pour les temps de guerre.

## Droit de patronage et dîmes
Le chapitre pourvoyait à la collation (droit de conférer un bénéfice ecclésiastique) de ses prébendes et nommait à des bénéfices hors de son église, qui consistaient en cures (paroisses) et chapelle. 
Dès la fin du XIe siècle, elle possède seize églises des environs et de nombreuses fermes.
- Saint Denis de Courdemanges donnée par l'évêque Roger III en 1078.
- Saint Hilaire de Drouilly, donnée par l'évêque Roger III.
- Saint Martin de Blacy, concédée par l'évêque Roger III.
- Saint Denis de Isle-sur-Marne, donnée à l'abbaye d'Huiron par l'évêque Roger III (1078).
- Sainte Libaire de Sainte-Livière, donnée par l'évêque Roger III (1078).
- Saint Remy de Heiltz-le-Hutier, donnée par l'évêque Roger III (1078).
- Saint Laurent de Thiéblemont, sous la dépendance de l'abbaye de Huiron dès 1078 (Roger III).

- Saint Martin d'Huiron, donnée par l'évêque Geoffroy II.
- Saint Hippolyte de Cernon, donnée par l'évêque Geoffroy (1131-1142).

- Saint Memmie de Coole, donnée par l'évêque Philippe.

- Notre-Dame de Charmont, donnée par l'évêque Gui de Montaigu (1142-1147).
- Saint Remy de Nettancourt, donnée par l'évêque Gui de Montaigu.

- Notre-Dame de Châtelraould, sous le patronage du Chapitre dès avant l'an 1215.
- Saint Martin de Auzécourt, donnée pour la moitié consentement de l'évêque Gui de Joinville. L’évêque Rotrou lui donne l'autre moitié en 1198.
- Sainte Madeleine des Rivières.

- Chapelle Saint Michel de Coole.
- Chapelle Notre-Dame de Farémont, donnée par l'évêque Hugues (1100-1113).
- Chapelle Notre-Dame de Isson, donnée en 1152 par le comte Henri de Champagne.

Le chapitre de l'abbaye avait ainsi le droit de patronage (présentation à la cure), c'est-à-dire de présentation à l’évêque et de nomination d'un desservant aux églises ou cures (paroisses) où il percevait les grosses dîmes : Blacy, Charmont, Cernon, Coole, Courdemange, Drouilly, Heiltz-le-Hutier, Isle-sur-Marne, Sainte-Livière, Saint-Remy-en-Bouzemont, Thiéblemont.
Une partie des dîmes de Sainte-Livière appartenait à Guillaume, connétable de Champagne. En 1173, il l'abandonne à l'abbaye de Huiron.